# 미즈사와촌 (지바현)
미즈사와촌(瑞沢村)은 지바현 이스미군에 일찍이 존재했던 촌이다.

## 지리
- 현재의 조세이군 무쓰자와정 서부에 해당한다.

## 역사
- 1889년 4월 1일 - 정촌제 시행으로 이스미군 미즈사와촌이 발족.
- 1955년(昭和30年)7월 20일 - 미즈사와촌이 조세이군 쓰치무쓰촌 및 조난정의 일부와 합병하여 조세이군 무쓰자와촌이 발족. 미즈사와촌 폐지.

## 인구
| 1891년 | 2,712 |

## 참고문헌
- 角川日本地名大辞典編纂委員会『角川日本地名大辞典 12 千葉県』、角川書店、1984年 ISBN 4-04-001120-1